# Raion de Kabala

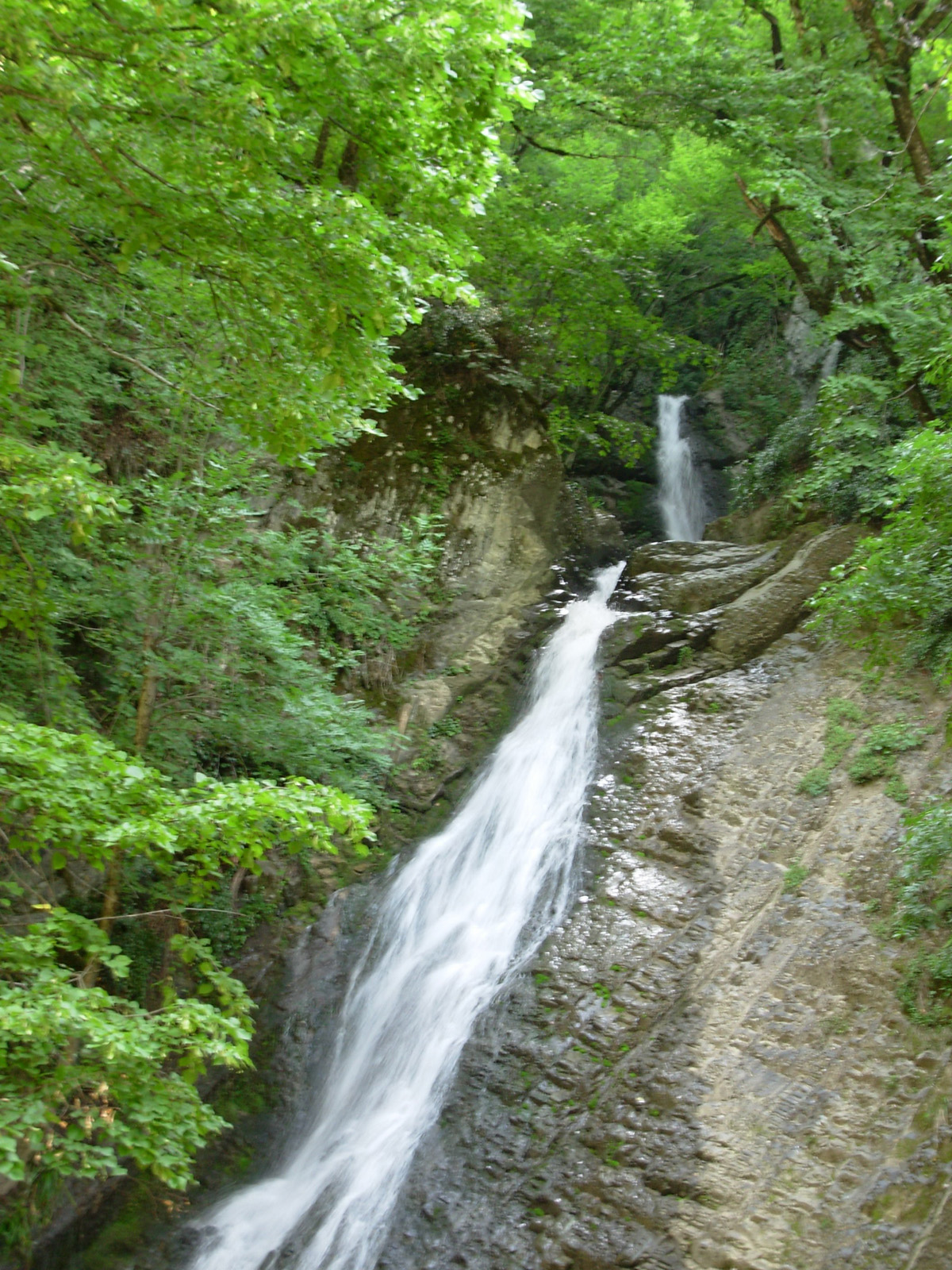
Una cascada al districte de Gabala a l'Azerbaidjan

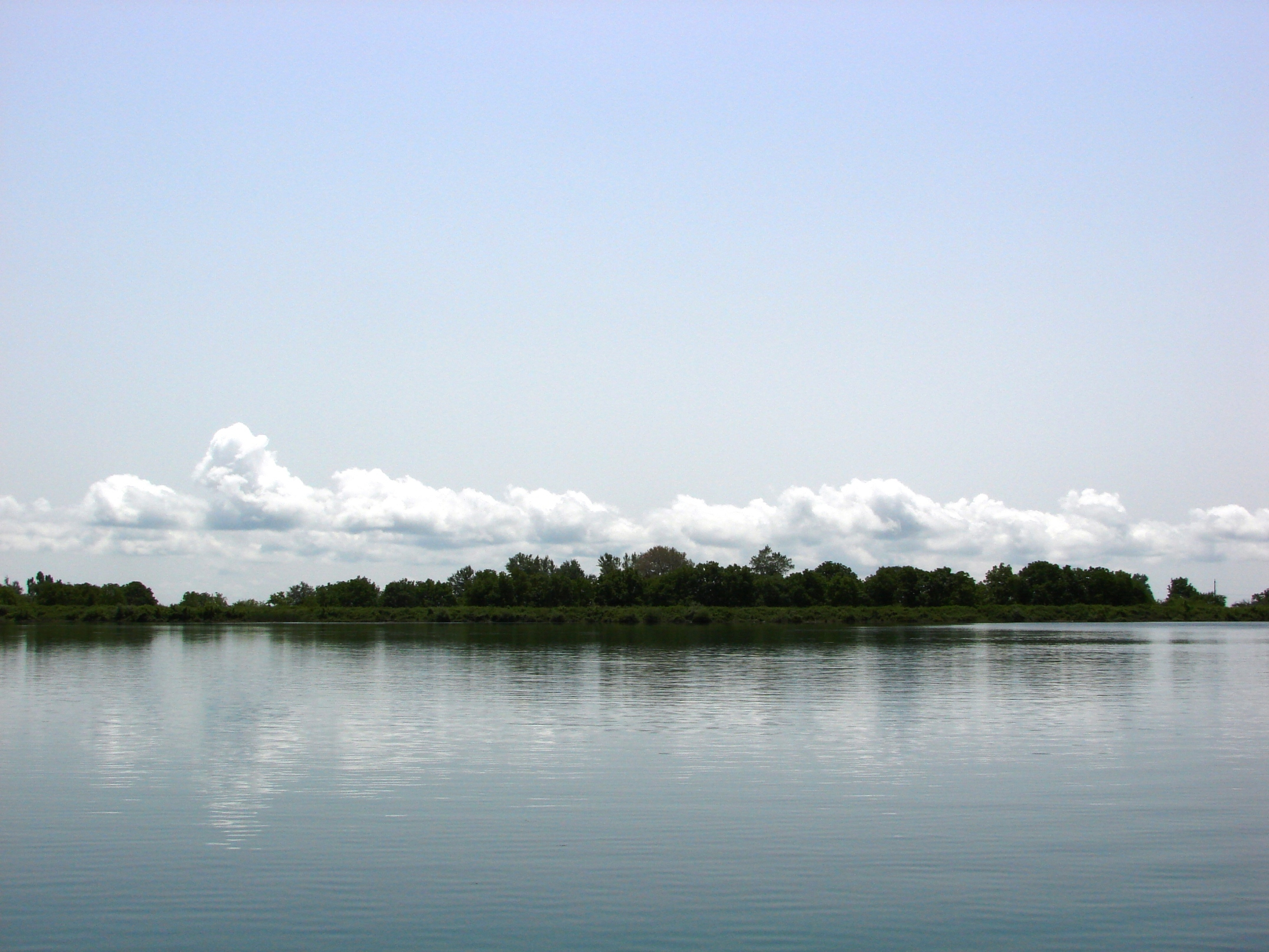
Llac Nohur al districte de Gabala a l'Azerbaidjan

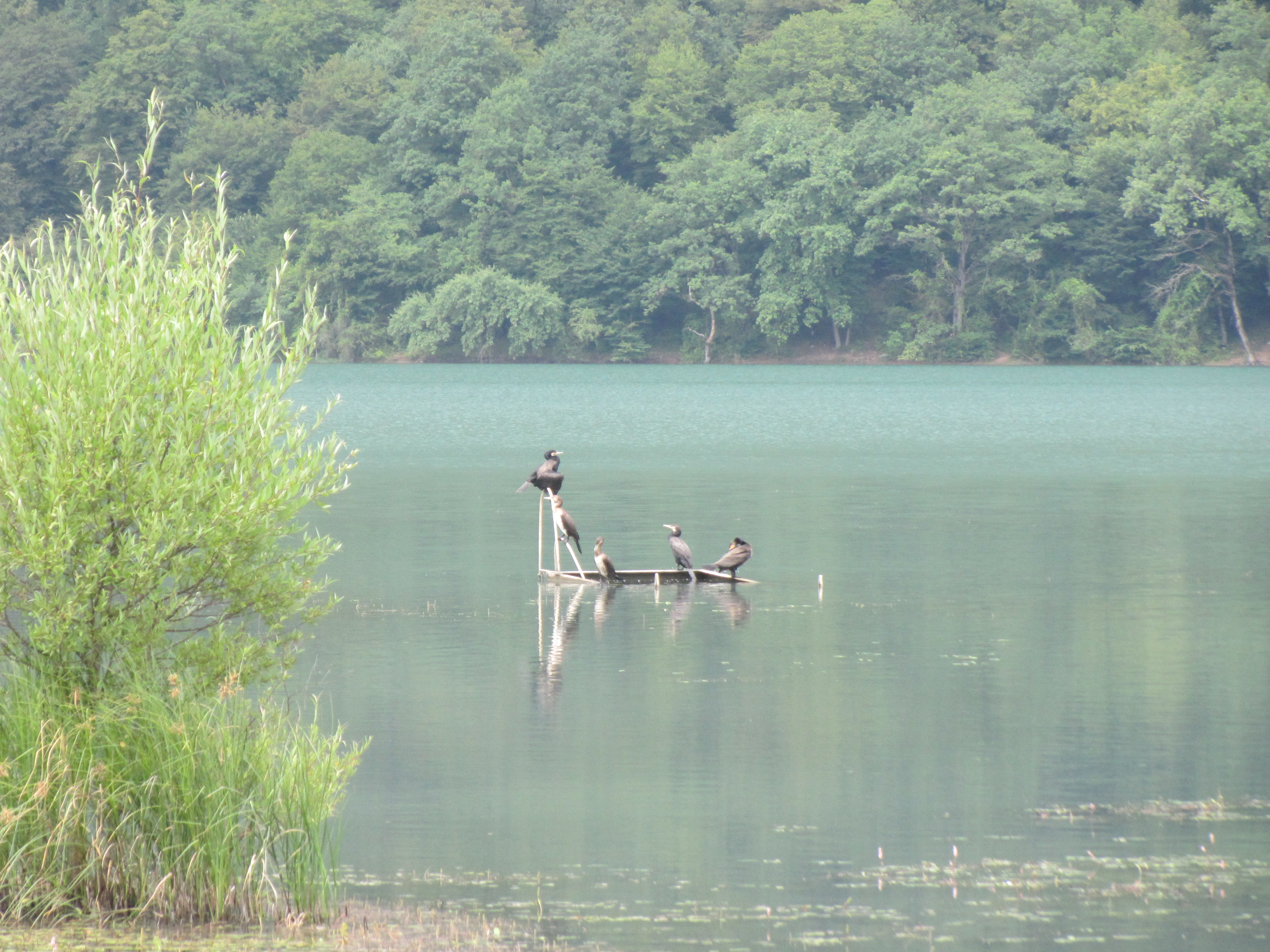
llac Nohur

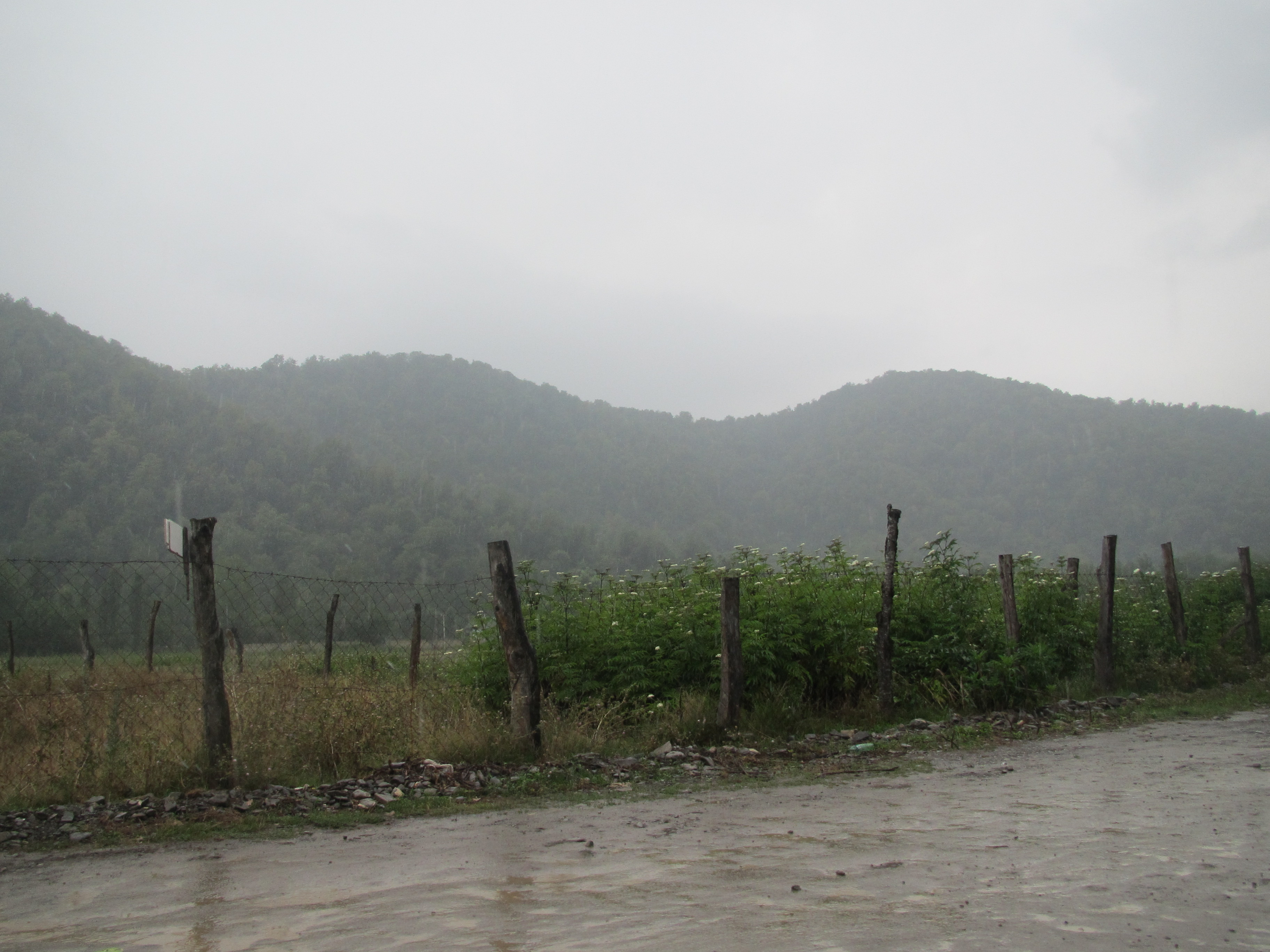
Dia plujós a Qabala

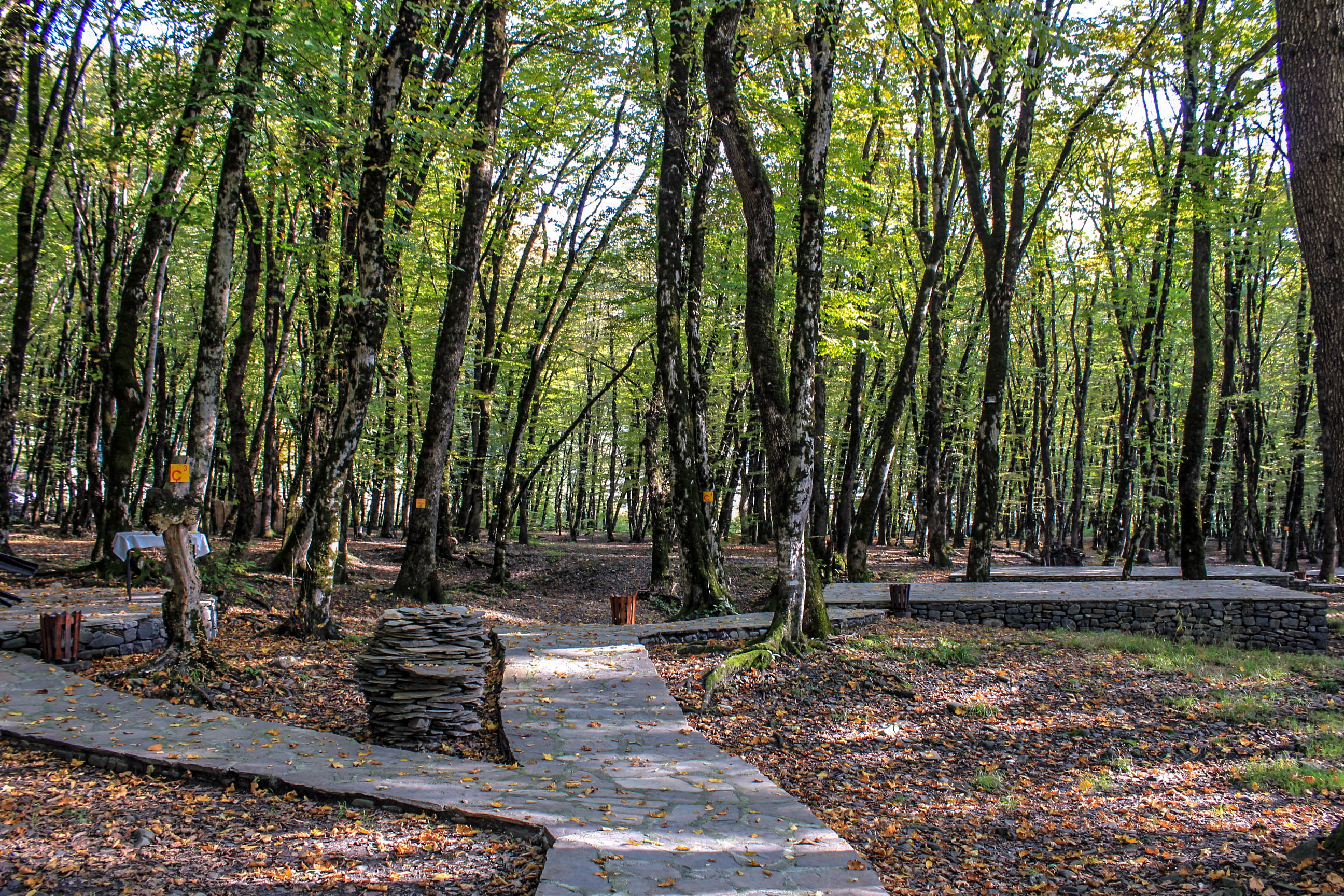
Bosc a prop de la ciutat de Qabala

El raion de Kabala, Qabala o Gabala (en àzeri: Qəbələ rayonu) és un dels 66 districtes de l'Azerbaidjan. Es troba al nord del país i pertany a la regió econòmica de Shaki-Zagatala. El districte limita amb els districtes d'Oghuz, Shaki, Ağdaş, Göyçay, İsmayıllı, Quba, Qusar i la República Russa del Daguestan. La seva capital i ciutat més gran és Kabala. El 2020, el districte tenia 107.800 habitants.

## Història
Kabala porta el nom de l'antiga Gabala, una ciutat que va ser la capital de l'antic estat d'Albània caucàsica. Les ruïnes de la ciutat vella es troben a 20 quilòmetres al sud-oest de l'actual centre del districte. Les restes dels grans edificis, les portes de la ciutat, els murs de la torre i els patrons de la cultura material indiquen que Gabala era una de les ciutats més destacades en aquella època.
L'antiga Gabala va ser fundada com a ciutat a finals del segle IV i principis del III aC i va sobreviure fins a mitjan segle XVIII dC. Durant el període d'existència es van produir molts canvis en la vida de la ciutat. A causa de diferents esdeveniments històrics, la ciutat va ser danyada més d'una vegada.
Tot i que les tropes romanes van atacar Albània als anys 60 aC, no van poder ocupar Gabala. Durant el període sassànida, Qabala va ser un gran centre comercial i d'artesania. La situació va seguir sent la mateixa en temps del califat islàmic. Tot i que Qabala va experimentar un declivi durant la invasió mongola al segle XIII, va ser restaurada més tard. La Qabala va perdre la seva posició a mitjans del segle XVIII i la població va anar disminuint gradualment.
El petit estat feudal Qutqaxen Sultanat es va establir al territori de Qabala a mitjans del segle XVIII. Més tard va ser inclòs al Kanat de Xaki i va ser governat pels naibs Shaki nomenats pels kans de Xaki.
Després de la caiguda del Kanat de Xaki, el sultanat de Qutqaxen es va incloure a la província de Shaki. El districte de Qutqaxen es va crear el 1930. El districte va ser rebatejat com a Kabala el març de 1991, després de la caiguda de la Unió Soviètica.

## Geografia
La major part del raion de Kabala es compon de muntanyes que s'inicien des de les terres altes del vessant sud de la part nord del Caucas i s'estenen a la part central de la vall d'Alazan-Haftaran (Ganikh-Ayrichay), la part sud s'estén des de les terres altes frontals d'Ajinohur fins a L'altiplà de Kabala i el límit sud d'aquest altiplà substitueixen les unitats orogràfiques de la cadena de muntanyes de Surkhaykhan (Akhar-Bakhar) fins a la conca hidrogràfica. Les serralades de Saral, Choban baba, Muchug, Tufan i Aghbulag formen conjuntament branques de la conca hidrogràfica del Gran Caucas que abasta el territori de la regió com una cadena d'oest a est. El territori de la regió de Kabala es divideix en tres àrees geomorfològiques: la zona muntanyosa, les planes i l'altiplà. Les formes de relleu muntanyós al territori de Kabala s'alternen entre terres altes a valls entre muntanyes, des de barrancs profunds i precipitats fins a altiplans de superfície plana. Els cims més alts del Gran Caucas dins de l'Azerbaidjan també es troben en aquesta regió (a les fronteres nord de Kabala). Bazarduzu (4.466 m), Tufandagh (4.206 m), Bazaryurd (4.126 m) i Shahdagh (4.243 m) són els cims més alts situats aquí. S'estima que dues grans glaceres de muntanya de 6 km existents a l'Azerbaidjan es troben als cims anteriors (2 glaceres al pic Gapichig (Nakhchivan).

### Rius
Les formes de relleu muntanyós i l'alta humitat del clima al districte de Kabala són la raó principal de la formació d'una gruixuda xarxa fluvial en aquesta regió. La longitud de 486 rius dels 8.359 que corren al territori de l'Azerbaidjan és de més de 10 km, i també 2 de 23 amb una longitud superior a 100 km que flueixen des del vessant sud del Gran Caucas es troben a Kabala. Gara, Tikanli, Bum Hamzali, Damiraparan i Vandam es consideren els principals rius que corren a Kabala que són les branques dels rius Turyanchay i Goychay. El subministrament d'aigua d'aquests rius està format per aigua del subsòl (40-50%), aigua de pluja (25-30%) i aigua de neu (20-30%) segons les estacions.

### Llacs
La majoria dels llacs del territori de la regió de Kabala estan formats per glaceres i situats normalment a zones muntanyoses. Tufanghol (3.277 m d'alçada des del nivell del mar), Kulak ghol (3.380 m d'alçada des del nivell del mar, que també és el llac més alt de la regió), Gotur ghol, llac Ismayil Bey Gutgachinli (3.305 m d'alçada des del nivell del mar), i el llac Nohur són els principals llacs alimentats principalment amb neu i aigües glacials.

## Economia
El taion de Kabala es troba a la regió econòmica de Shaki-Zagatala, a la part nord-oest de l'Azerbaidjan (turons del sud de les muntanyes del Gran Caucas). El principal sector de l'economia regional es basa en l'agricultura. L'agricultura de la regió inclou el cultiu de tabac, la cria de cucs de seda, el cultiu del te, la floricultura, el cultiu d'arròs, la fruita, el cultiu de cereals, la viticultura i la cria d'ovelles. L'any 2015, en les diferents branques de l'economia, el valor total de la producció va ser de 203.517 manats, en comparació amb el mateix període de l'any passat, la producció bruta de la indústria va augmentar en 130 mil AZN o 0,5%, l'agricultura 3.244 AZN o 5, 6%, construcció - 25.222 mil AZN o 40,4%, transport - 246 mil AZN o 7,3%, comunicació - 13 mil AZN o 1,2%, comerç - 457 mil AZN o 1,97% a la regió de Kabala. També l'any 2016 s'han finalitzat les obres de construcció i instal·lació del centre d'esquí i l'hotel "Tufandag" formant part del Complex Turístic d'Hivern-Estiu "Tufandag".

## Esdeveniments
El Festival Internacional de Música de Kabala és el principal esdeveniment que se celebra anualment a l'agost a Gabala des del 2009 amb el suport de la Fundació Heydar Aliyev i organitzat pel Ministeri de Cultura i Turisme i la Unió de Música de l'Azerbaidjan. Durant aquest festival, els músics actuen a l'aire lliure. Els músics que participen al festival, provenen d'Europa, EUA i Israel, així com de repúbliques de l'antiga Unió Soviètica. Dins del festival es van celebrar vetllades de jazz i mugham i un concurs de piano. Farhad Badalbeyli i Dmitry Yablonsky són els directors artístics de l'esdeveniment. Fins ara, l'Orquestra de Jazz de l'Ajuntament de Tbilisi "BIG-BAND de Geòrgia, Jóvenes Clásicos Del Son de Cuba, l'Orquestra de Cambra de Bakú de l'Azerbaidjan, la Banda Gitana de Budapest d'Hongria i l'Orquestra Simfònica de Jerusalem d'Israel han participat en aquest festival. Se sol interpretar Mugham, així com música clàssica, de cambra, jazz, flamenc i vocal.
International Jam Festival és un altre esdeveniment que té lloc al districte de Kabala de manera habitual. Es va començar a celebrar l'any 2013 a nivell local i aquell any només hi van assistir les 11 regions. Des del 2014, el públic de l'esdeveniment va augmentar i més de 20 ciutats i districtes de l'Azerbaidjan i països estrangers van participar al festival. El 2015, el festival compta amb la participació de set països estrangers (Federació de Rússia, República de Txuvàixia i República de Sakhà de la Federació de Rússia, Sèrbia, Kirguizstan, Iran, Turquia) juntament amb 30 ciutats i regions de l'Azerbaidjan. El 2015, el festival compta amb el patrocini de l'Associació Mundial d'Organitzacions Culinàries i l'Organització Internacional d'Arts Populars. El 2016, participants de Turquia, Iran, Rússia, Xipre del Nord, Ucraïna, Uzbekistan, Xina, així com participants de 30 ciutats i regions de l'Azerbaidjan van assistir al festival i van demostrar melmelades preparades amb diverses fruites, verdures i fins i tot flors com la cirera, móra, maduixa, nou de codony, albercoc, rosa, pruna, violetes, menta, rosa mosqueta, blat de moro, pruna verda silvestre, cogombres, tomàquets, pastanagues, gerds grocs, albergínies i melons. Hi ha diversos concursos al Festival Internacional de la melmelada, com ara “millor presentació”, “millor melmelada”, “varietat de tipus de melmelada”, “la melmelada més inusual”, “el major nombre de melmelada d'espècies”, etc. El 5è V Festival Internacional de melmelades va comptar amb la presència d'equips de 25 països estrangers juntament amb empreses dedicades a la fabricació industrial de melmelades de més de 35 regions de l'Azerbaidjan.

## Turisme

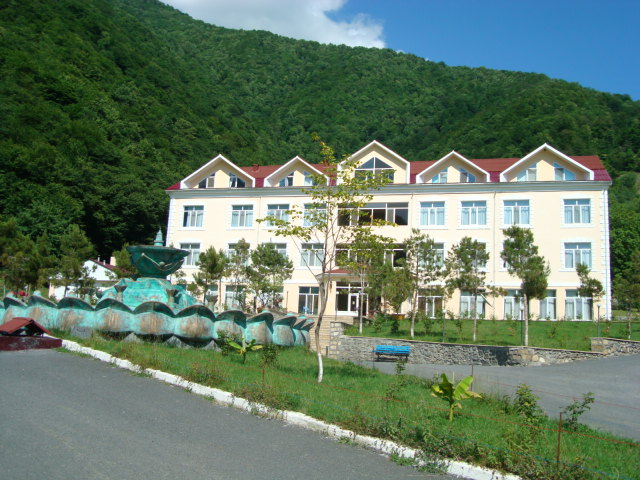
Hotel a Vandam

Les condicions climàtiques naturals, nombrosos monuments històrics, llocs turístics i artefactes a l'antiga capital de l'Albània caucàsica creen grans oportunitats turístiques que han provocat el ràpid augment del nombre de complexos turístics i recreatius al sector privat. Actualment, el nombre d'objectes turístics a Kabala ha augmentat fins a 18, la qual cosa és 5 vegades més en comparació amb el passat.

## Clima
Kabala té un clima subtropical humit que és suau, sense estació seca, constantment humit (pluges durant tot l'any). Els estius són calorosos i bascosos amb tempestes. Els hiverns són suaus amb precipitacions dels ciclons de latitud mitjana. L'estacionalitat és moderada. (Classificació Köppen-Geiger: Cfa). Com passa amb altres parts del nord de l'Azerbaidjan prop de les muntanyes del Caucas, les pluges són moderades a intenses durant tot l'any. La precipitació total anual és de 795 mm. Segons el sistema de classificació bioclimàtica de les zones de vida de Holdridge, Kabala es troba al bioma de l'estepa de temperatures càlides o prop. La temperatura mitjana anual és de 10,9 graus Celsius. Les temperatures mitjanes mensuals varien en 22,8 °C. Això indica un tipus de clima continental.

## Composició ètnica
El raion té una població de 93.770 persones, 13.175 de les quals viuen al centre regional de Kabala i 80.595 als pobles. La densitat s'estima en 60,49 persones per quilòmetre quadrat. L'edat mitjana de vida és de 70 anys. 73.235 residents del raion Kabala són àzeris, 16.020 són lesguians, 4.640 són udi, 209 són turcs i 37 són d'altres nacionalitats.

## Cultura
Hi ha 16 cases de cultura, 31 clubs, una reserva de cultura històrica, 69 biblioteques, una escola d'art, una galeria d'imatges, un parc cultural i recreatiu, el Museu H. Aliyev, el Museu d'Etnografia Històrica, el Museu dels Màrtirs i la casa-museu commemorativa de l'IB. Gutgashinli, que són branques del Museu d'Etnografia Històrica segons el Sector de Cultura i Turisme de la regió de Kabala.
El teatre principal és una branca de la Casa de Cultura i porta el nom de C. Mammadguluzada. Hi ha actuacions com ara conjunts instrumentals "Chinar" a la casa de cultura de la regió, actuacions del conjunt de dansa "Zop-Zopu" a la casa de cultura de l'assentament Bum i actuacions del conjunt de dansa folklòric "Changi" (Udi) a la casa de cultura de l'assentament de Nij.
Hi ha 93 monuments històric-culturals immobles a l'àrea local sota protecció estatal d'acord amb l'ordre núm.132 del 02/08/2001 del Consell de Ministres de la República de l'Azerbaidjan. Un d'ells està inclòs a la llista de monuments arqueològics importants mundials de la ciutat de Kabala segons el seu grau d'importància. 8 arquitectures, 53 monuments arqueològics, inclouen la llista de monuments importants del país, 9 monuments d'arquitectura, 16 monuments arqueològics, 2 monuments monumentals i de memòria, 4 monuments d'art aplicat decoratiu s'inclou a la llista de monuments històric-culturals d'importància local. Hi ha 122 institucions culturals a l'estructura del Sector de Cultura i Turisme de la regió de Kabala; entre ells es troben el Museu d'Etnografia Històrica, Museu H. Aliyev, Galeria d'Art, Escola d'Art, Sistema de Biblioteques Centralitzades, Reserva Històric-Cultural.

## Població
Segons el Comitè Estatal d'Estadística, a partir del 2018, la població de la ciutat registrava 105.500 persones, la qual cosa va augmentar en 21.400 persones (al voltant del 25,4%) des de 84.100 persones el 2000. 53.700 de la població total són homes, 51.800 són dones. Més del 27,3% de la població (unes 28.900 persones) està formada per joves i adolescents d'entre 14 i 29 anys.
| Regió           | 2000 | 2001 | 2002 | 2003 | 2004 | 2005 | 2006 | 2007 | 2008 | 2009 | 2010 | 2011 | 2012 | 2013 | 2014  | 2015  | 2016  | 2017  | 2018  | 2019  | 2020  | 2021  |
| --------------- | ---- | ---- | ---- | ---- | ---- | ---- | ---- | ---- | ---- | ---- | ---- | ---- | ---- | ---- | ----- | ----- | ----- | ----- | ----- | ----- | ----- | ----- |
| Regió de Gabala | 84,1 | 85,3 | 86,3 | 87,3 | 88,3 | 89,3 | 90,2 | 91,5 | 92,7 | 93,5 | 94,5 | 95,6 | 97,2 | 98,6 | 100,0 | 101,5 | 103,0 | 104,4 | 105,5 | 106,6 | 107,8 | 108,7 |
| població urbana | 11,3 | 11,3 | 11,4 | 11,4 | 11,4 | 11,6 | 31,2 | 31,6 | 31,8 | 32,0 | 32,3 | 32,6 | 33,1 | 33,6 | 34,0  | 34,6  | 35,1  | 35,5  | 35,8  | 36,2  | 36,6  | 36,8  |
| població rural  | 72,8 | 74,0 | 74,9 | 75,9 | 76,9 | 77,7 | 59,0 | 59,9 | 60,9 | 61,5 | 62,2 | 63,0 | 64,1 | 65,0 | 66,0  | 66,9  | 67,9  | 68,9  | 69,7  | 70,4  | 71,2  | 71,9  |

## Esport i lleure
Kabala té un equip de futbol professional Gabala FC que actualment juga a la màxima divisió de l'Azerbaidjan.

## Veïnat destacat
Kabala és la ciutat natal del major general d'Azerbaidjan Polad Hashimov, que va ser assassinat el 14 de juliol durant els enfrontaments armenio-azerbaidjans a la frontera estatal a Tovuz. Després de la instrucció del president Ilham Alíev, el carrer davant del carreró dels màrtirs comença des de la intersecció amb el carrer Hazi Aslanov i acaba a la intersecció amb el carrer Arif Hagverdiyev al centre de Kabala va rebre el nom del general Polad Hasimov el 5 de juliol.